# The Maltese Falcon (1941)
The Maltese Falcon is een Amerikaanse film noir uit 1941 en was het regiedebuut van John Huston. Het scenario is gebaseerd op gelijknamige roman uit 1930 van de Amerikaanse misdaadauteur Dashiell Hammett. Destijds werd de film in Nederland uitgebracht onder de titel Maltezer valk.

## Verhaal
Nadat zijn compagnon Miles Archer wordt doodgeschoten, wordt de detective Sam Spade in de gaten gehouden door de politie. Niettemin gaat hij toch zelf op onderzoek uit naar de omstandigheden rond de moord. Zo raakt hij betrokken bij de strijd om een kostbaar beeldje.

## Rolverdeling
| Acteur             | Personage            |
| ------------------ | -------------------- |
| Humphrey Bogart    | Samuel Spade         |
| Mary Astor         | Brigid O'Shaughnessy |
| Gladys George      | Iva Archer           |
| Peter Lorre        | Joel Cairo           |
| Barton MacLane     | Brigadier Dundy      |
| Lee Patrick        | Effie Perine         |
| Sydney Greenstreet | Kasper Gutman        |
| Ward Bond          | Rechercheur Polhaus  |
| Jerome Cowan       | Miles Archer         |
| Elisha Cook jr.    | Wilner Cook          |
| James Burke        | Luke                 |
| Murray Alper       | Frank Richman        |
| John Hamilton      | Bryan                |

## Prijzen en nominaties
| Jaar | Prijs  | Categorie               | Genomineerde(n)    | Uitslag     |
| ---- | ------ | ----------------------- | ------------------ | ----------- |
| 1941 | Oscars | Beste film              | Warner Bros.       | Genomineerd |
| 1941 | Oscars | Beste bewerkte scenario | John Huston        | Genomineerd |
| 1941 | Oscars | Beste mannelijke bijrol | Sydney Greenstreet | Genomineerd |